# سندی (پنسیلوانیا)
سندی (به انگلیسی: Sandy) یک منطقهٔ مسکونی در ایالات متحده آمریکا است که در شهرستان کلیرفیلد، پنسیلوانیا واقع شده‌است. سندی ۳٫۶ کیلومتر مربع مساحت و ۱٬۴۲۹ نفر جمعیت دارد و ۴۳۵٫۸۷ متر بالاتر از سطح دریا واقع شده‌است.